# Reg Sinclair
Reginald Alexander Sinclair (* 6. März 1925 in Lachine, Québec; † 14. November 2013 in Quispamsis, New Brunswick) war ein kanadischer Eishockeyspieler und Unternehmer, der während seiner aktiven Karriere zwischen 1944 und 1953 unter anderem 211 Spiele für die New York Rangers und Detroit Red Wings in der National Hockey League bestritten hat und im Anschluss daran unter anderem Vizepräsident bei PepsiCo war.

## Karriere
Sinclair wurde in Lachine geboren und wuchs in Montreal auf. Zwischen 1943 und 1945 leistete er seinen Militärdienst in der Royal Canadian Air Force und schrieb sich im Anschluss daran an der McGill University ein. Dort spielte er in den folgenden fünf Jahren überaus erfolgreich für das Eishockeyteam der Universität und schloss sein Handelsstudium im Jahr 1949 ab.
Daraufhin verfolgte der Stürmer zunächst eine Eishockeykarriere und lief für die Sherbrooke Saints in der Québec Senior Hockey League auf. Im Oktober 1950 unterschrieb Sinclair als Free Agent einen Vertrag bei den New York Rangers aus der National Hockey League. Für die Rangers bestritt der Angreifer zwei Spielzeiten, ehe er erwog seine Karriere vorzeitig zu beenden. Ein Angebot der Detroit Red Wings führte im August 1952 dazu, dass er gemeinsam mit John Morrison zu den Red Wings transferiert wurde. Detroit gab im Gegenzug Leo Reise an die Rangers ab. Nach nur einer Spielzeit beendete Sinclair jedoch seine Karriere und begann als Unternehmer zu arbeiten.
Nachdem er bereits in den Sommerpause für PepsiCo gearbeitet hatte, entschied er sich dazu, nun in Vollzeit für das Unternehmen beschäftigt zu sein. Im Jahr 1965 stieg er zum Vizepräsidenten des Unternehmens auf. Später arbeitete er als Präsident von RC Cola. Sinclair verstarb am 14. November 2013 im Alter von 88 Jahren in Quispamsis.

## Erfolge und Auszeichnungen
- 1951 NHL All-Star Game
- 1952 NHL All-Star Game